# Lonely
"Lonely" is een single en de internationale doorbraak van Amerikaanse zanger Akon. Net als het grootste gedeelte van zijn album Trouble heeft Akon de track zelf geschreven en geproduceerd, al bestaat het refrein vooral uit een sample van het lied "Mr. Lonely" van Bobby Vinton uit 1964 op 78 toeren. "Lonely" haalde de 1e positie in veel hitlijsten, waaronder de Nederlandse Top 40 en de Single Top 100.

## Charts
| Chart                           | Hoogste positie |
| ------------------------------- | --------------- |
| Australische ARIA Single Top 50 | 1               |
| Belgische Ultratop 50           | 2               |
| Duitse Single Top 100           | 1               |
| Engelse Single Top 75           | 1               |
| Finse Single Top 20             | 19              |
| Franse Single Top 100           | 2               |
| Ierse Single Top 50             | 1               |
| Nederlandse Top 40              | 1               |
| Nieuw-Zeeland Single Top 40     | 1               |
| Noorse Single Top 20            | 2               |
| Oostenrijkse Single Top 75      | 1               |
| United World Chart              | 3               |
| VS Billboard Hot 100            | 4               |
| Zweedse Single Top 60           | 2               |
| Zwitserse Single Top 100        | 1               |

### Hitnotering
| "Lonely" in de Nederlandse Top 40 - binnen: 11 juni 2005 | "Lonely" in de Nederlandse Top 40 - binnen: 11 juni 2005 | "Lonely" in de Nederlandse Top 40 - binnen: 11 juni 2005 | "Lonely" in de Nederlandse Top 40 - binnen: 11 juni 2005 | "Lonely" in de Nederlandse Top 40 - binnen: 11 juni 2005 | "Lonely" in de Nederlandse Top 40 - binnen: 11 juni 2005 | "Lonely" in de Nederlandse Top 40 - binnen: 11 juni 2005 | "Lonely" in de Nederlandse Top 40 - binnen: 11 juni 2005 | "Lonely" in de Nederlandse Top 40 - binnen: 11 juni 2005 | "Lonely" in de Nederlandse Top 40 - binnen: 11 juni 2005 | "Lonely" in de Nederlandse Top 40 - binnen: 11 juni 2005 | "Lonely" in de Nederlandse Top 40 - binnen: 11 juni 2005 | "Lonely" in de Nederlandse Top 40 - binnen: 11 juni 2005 | "Lonely" in de Nederlandse Top 40 - binnen: 11 juni 2005 | "Lonely" in de Nederlandse Top 40 - binnen: 11 juni 2005 | "Lonely" in de Nederlandse Top 40 - binnen: 11 juni 2005 |
| Week                                                     | 1                                                        | 2                                                        | 3                                                        | 4                                                        | 5                                                        | 6                                                        | 7                                                        | 8                                                        | 9                                                        | 10                                                       | 11                                                       | 12                                                       | 13                                                       | 14                                                       |                                                          |
| -------------------------------------------------------- | -------------------------------------------------------- | -------------------------------------------------------- | -------------------------------------------------------- | -------------------------------------------------------- | -------------------------------------------------------- | -------------------------------------------------------- | -------------------------------------------------------- | -------------------------------------------------------- | -------------------------------------------------------- | -------------------------------------------------------- | -------------------------------------------------------- | -------------------------------------------------------- | -------------------------------------------------------- | -------------------------------------------------------- | -------------------------------------------------------- |
| Nummer                                                   | 24                                                       | 5                                                        | 2                                                        | 1                                                        | 1                                                        | 1                                                        | 1                                                        | 1                                                        | 5                                                        | 5                                                        | 7                                                        | 11                                                       | 18                                                       | 32                                                       | uit                                                      |

| "Lonely" in de Single Top 100 - binnen: 28 mei 2005 | "Lonely" in de Single Top 100 - binnen: 28 mei 2005 | "Lonely" in de Single Top 100 - binnen: 28 mei 2005 | "Lonely" in de Single Top 100 - binnen: 28 mei 2005 | "Lonely" in de Single Top 100 - binnen: 28 mei 2005 | "Lonely" in de Single Top 100 - binnen: 28 mei 2005 | "Lonely" in de Single Top 100 - binnen: 28 mei 2005 | "Lonely" in de Single Top 100 - binnen: 28 mei 2005 | "Lonely" in de Single Top 100 - binnen: 28 mei 2005 | "Lonely" in de Single Top 100 - binnen: 28 mei 2005 | "Lonely" in de Single Top 100 - binnen: 28 mei 2005 | "Lonely" in de Single Top 100 - binnen: 28 mei 2005 | "Lonely" in de Single Top 100 - binnen: 28 mei 2005 | "Lonely" in de Single Top 100 - binnen: 28 mei 2005 | "Lonely" in de Single Top 100 - binnen: 28 mei 2005 | "Lonely" in de Single Top 100 - binnen: 28 mei 2005 | "Lonely" in de Single Top 100 - binnen: 28 mei 2005 | "Lonely" in de Single Top 100 - binnen: 28 mei 2005 | "Lonely" in de Single Top 100 - binnen: 28 mei 2005 | "Lonely" in de Single Top 100 - binnen: 28 mei 2005 |
| Week                                                | 1                                                   | 2                                                   | 3                                                   | 4                                                   | 5                                                   | 6                                                   | 7                                                   | 8                                                   | 9                                                   | 10                                                  | 11                                                  | 12                                                  | 13                                                  | 14                                                  | 15                                                  | 16                                                  | 17                                                  | 18                                                  |                                                     |
| --------------------------------------------------- | --------------------------------------------------- | --------------------------------------------------- | --------------------------------------------------- | --------------------------------------------------- | --------------------------------------------------- | --------------------------------------------------- | --------------------------------------------------- | --------------------------------------------------- | --------------------------------------------------- | --------------------------------------------------- | --------------------------------------------------- | --------------------------------------------------- | --------------------------------------------------- | --------------------------------------------------- | --------------------------------------------------- | --------------------------------------------------- | --------------------------------------------------- | --------------------------------------------------- | --------------------------------------------------- |
| Nummer                                              | 84                                                  | 30                                                  | 5                                                   | 2                                                   | 2                                                   | 1                                                   | 2                                                   | 2                                                   | 2                                                   | 2                                                   | 7                                                   | 13                                                  | 17                                                  | 30                                                  | 31                                                  | 37                                                  | 52                                                  | 56                                                  | uit                                                 |